# Géographie du Sahara occidental

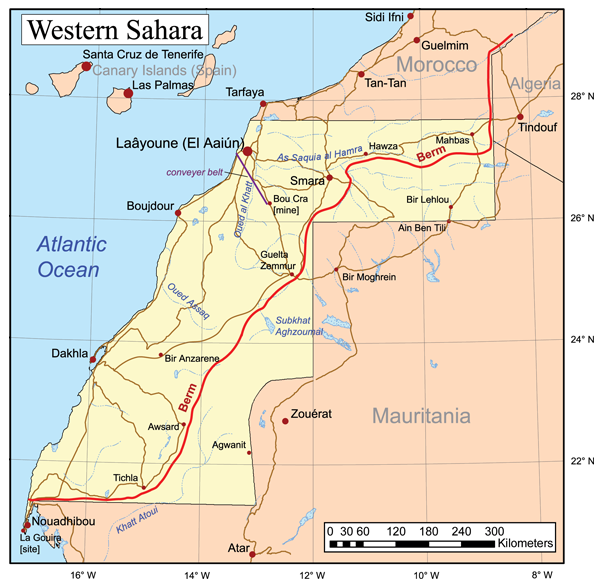

Le Sahara occidental est un territoire désertique situé dans le nord-ouest de l'Afrique. Il offre une large façade sur l'océan Atlantique à l'ouest sur plus de 1 100 km d'orientation globale nord-est sud-ouest.

## Présentation
Le territoire du Sahara occidental comprend le Saguiet el Hamra au nord et l'Oued el Dahab (Rio de Oro) au sud. S'étendant sur une superficie de 266 000 km2, compris entre le 20e et le 30e parallèle, il est traversé par le Tropique. Ses frontières sont constituées par le Maroc au nord, l'Algérie à l'est, la Mauritanie à l'est et au sud, et l'Océan Atlantique à l'ouest.
Comme pour la plupart des États africains ces frontières sont le résultat des accords passés entre les puissances coloniales à travers plusieurs époques historiques. Elles ont été notamment définies par des accords entre la France et l'Espagne en 1900, 1904 et 1912.
Le relief est constitué en grande partie de plaines et de quelques modestes plateaux qui atteignent rarement 400 mètres d'altitude. Globalement, on peut diviser le Sahara Occidental en trois zones assez différentes:
La partie nord-est, à partir des chaînes de l'Atlas jusqu'aux collines de Zemmour, constituée par un désert rocheux (hmada) avec des montagnes abruptes et un relief accidenté. L'eau y est assez rare à l'exception de quelques puits ce qui rend la vie difficile.
La deuxième zone est celle des fleuves. Elle est comprise entre l'oued Draa au nord et le Jat à l'ouest. Ces oueds sont plutôt des dépressions dans lesquelles l'eau s'écoule pendant les brèves saisons de pluie (en automne surtout). Ces eaux s'évaporent rapidement à cause des températures élevées et n'atteignent jamais la mer. Dans cette zone des fleuves coule le Saguiet el Hamra (le canal rouge) qui, par son importance, donne son nom à toute la région. Sur ses bords et dans son lit sablonneux pousse une végétation suffisante pour l'élevage.
La troisième zone est celle de l'intérieur et du centre, le Rio de Oro. Elle est constituée de plats et monotones "ergs" et de dunes de sable. Le terrain est trop perméable pour retenir les eaux de pluie d'automne, et trop plat pour permettre leur ruissellement. L'eau s'accumule dans le sous-sol, aussi y trouve-t-on de nombreux puits.
Le paysage est assez monotone à l'intérieur et sur le littoral, cette monotonie n'est rompue que par les presqu'îles de Dakhla (ex-Villa Cisneros) et Guera. Le climat est de type aride chaud à l'intérieur avec des hivers chauds et secs et des étés brûlants (les températures maximales dépassent les 50 °C à l'ombre) dans les endroits les plus chauds et humides sur la côte où se produisent souvent des brumes, des brouillards et des rosées. Les pluies sont rares aussi bien sur la côte qu'à l'intérieur. Dakhla ne reçoit en moyenne que 45 millimètres de pluie par an. L'humidité de la côte fait que la flore du littoral est assez abondante et riche. À l'intérieur on trouve la flore typique de la steppe et du désert: quelques acacias le long des oueds, des buissons dans les dépressions sablonneuses. Des étendues immenses sont totalement privées de végétation et d'eau.
La faune est pauvre au sud, au sud-ouest elle est essentiellement constituée d'antilopes, de fennecs et de gerboises.

## Villes principales
| Ville                              | Population (2014) |
| ---------------------------------- | ----------------- |
| Laâyoune (El Aaiun)                | 217 732           |
| Dakhla (Ad Dakhla, Villa Cisneros) | 106 272           |
| Smara (Semara)                     | 57 035            |
| Boujdour                           | 42 651            |

## Frontières

### Frontières terrestres
Le Sahara occidental est frontalier de l'Algérie sur 42 km, de la Mauritanie sur 1 561 km, et du Maroc sur 443 km.

### Frontières maritimes
La longueur de la côte Atlantique est de 1 110 km.

## Climat

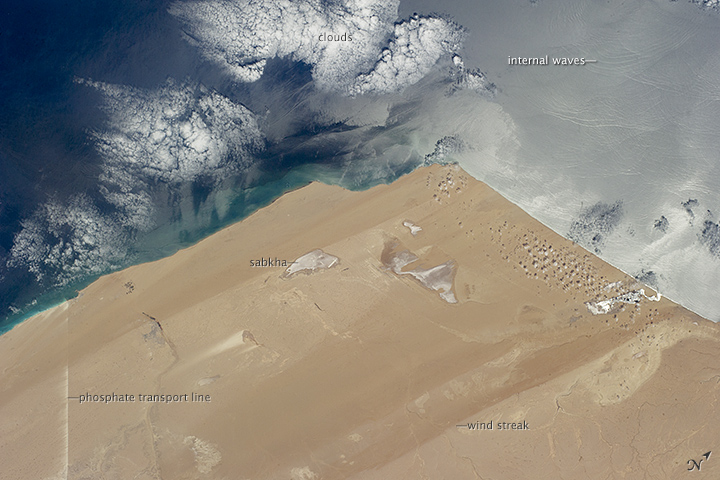
Image satellite de la côte du Sahara occidental, prise depuis la station spatiale internationale. Le vent parallèle à la côte provoque des raies dans le sable.

Le Sahara occidental possède un climat désertique chaud (Classification de Köppen BWh). Les précipitations moyennes annuelles y sont partout inférieures à 50 mm, ainsi ce vaste territoire est intégralement hyper-aride. Le climat du Sahara occidental varie plutôt en fonction du régime thermique que pluviométrique. 
Plus on se rapproche des côtes atlantiques, plus longtemps le climat reste « frais ». Dans cette partie du territoire, les températures moyennes maximales tournent autour de 26 °C et les températures minimales tournent, quant à elles, autour de 18 °C tout au long de l'année : les variations et les amplitudes thermiques aussi bien journalières qu'annuelles sont négligeables. 
Cependant, ce climat modéré est uniquement avéré sur une bande étroite du littoral car un peu plus dans l'intérieur des terres, l'influence désertique se fait tout de suite sentir. 
L'été est torride et sa durée s'allonge au fur et à mesure que l'on s'éloigne de l'océan : la température moyenne maximale dépasse facilement 40 °C pendant le(s) mois le(s) plus chaud(s), elle atteint 43 °C et même 45 °C en juillet‑août à Aghouinite, à Zoug et à Dougaj par exemple. L'ardeur des journées est renforcée lorsque le vent du désert souffle sur l'ensemble du Sahara occidental : l'« irifi » est un vent d'est qui se lève souvent subitement et qui apporte avec lui la poussière et la chaleur extrême du désert.
L'hiver est très court et chaud : la température moyenne maximale de janvier, mois le plus froid, atteint partout entre 23 °C et 28 °C et les nuits sont généralement fraîches à douces avec une température moyenne minimale descendant entre 6 °C et 10 °C en général.
Sur l'ensemble du territoire du Sahara occidental, le ciel est clair toute l'année, mais la nébulosité diminue très rapidement en s'enfonçant dans le désert.

## Topographie

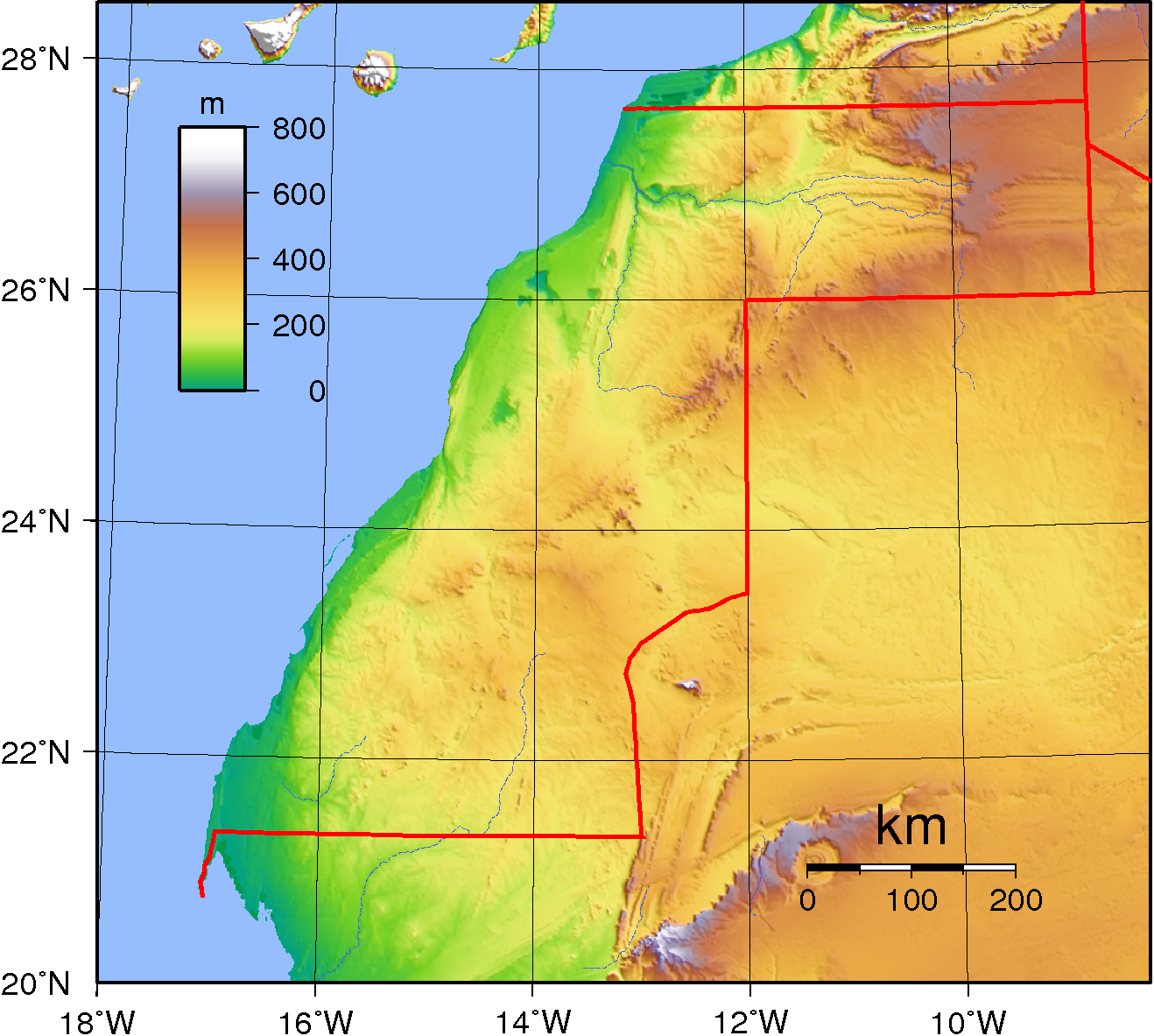
Topographie du Sahara occidental

L'altitude moyenne est basse, composée de zones désertiques avec de nombreuses étendues rocailleuses s'élevant en petites montagnes au sud et au nord-est.
Le point culminant (sans nom) est à 463 mètres et le point le plus bas se trouve à 55 mètres en dessous du niveau de la mer (Sebjet Tah).

## Ressources naturelles
Phosphates, minerai de fer.

## Agriculture et élevage
Terres arables : 0,02 %
Collectes permanentes : 0 %
Pâturages : 19 %
Forêts et zones boisées : 0 %
Autres zones : 81 %

## Fleuves et zones aquatiques
il existe un oued "Seguiet el Hamra" de plus de 400 km de long ayant deux affluents principaux :
- le premier traverse le Sahara au nord de l'est (Djebel Aïder, Kreeb en Naga) vers l'ouest constituant le Dait Um Saad près de Laayoon
- le deuxième du sud (Reg el Mhoum) vers le nord

## Événements climatiques
Vent sec, chaud : le sirocco, véhiculant des tempêtes de sable ou de poussière. Le sirocco souffle durant l'hiver et le printemps. La brume est très répandue (60 % du temps) et limite fortement la visibilité.

## Environnement

### Problèmes actuels
Sources d'eau éparses et manque de terres arables.

### Accords internationaux
Aucun.

## Sources
- (en) Western Sahara, CIA World Factbook, https://www.cia.gov/library/publications/the-world-factbook/geos/wi.html